# Ľudovít Hojný
Ľudovít Hojný (14. listopadu 1939 – 9. února 1991) byl slovenský fotbalista, záložník. Po skončení aktivní kariéry působil jako trenér.

## Fotbalová kariéra
V československé lize hrál za Jednotu Trenčín. Nastoupil v 5 ligových utkáních a dal 1 ligový gól.

## Ligová bilance
| Ročník                                   | Zápasy | Góly | Klub            |
| ---------------------------------------- | ------ | ---- | --------------- |
| 1. československá fotbalová liga 1960/61 | 5      | 1    | Jednota Trenčín |
| CELKEM                                   | 5      | 1    |                 |